# N-644
La N-644 es una carretera nacional en Vizcaya, y sirve de acceso al Puerto de Bilbao
Empieza en un cruce con la  AP-8  en  Gallarta, atraviesa varios túneles y termina en una rotonda dentro del puerto.

## Tramos
| Denominación | Tramo                            | Año servicio | km |
| ------------ | -------------------------------- | ------------ | -- |
| N-644        | El Villar A-8 - puerto de Bilbao | 1991         | 3  |